# Tipula hollanderi
Tipula hollanderi är en tvåvingeart som beskrevs av Theowald 1977. Tipula hollanderi ingår i släktet Tipula och familjen storharkrankar.
Artens utbredningsområde är Etiopien. Inga underarter finns listade i Catalogue of Life.